# Alfa Centauri
Alpha Centauri (α Centauri, abreviat în α Cen, după denumirea Bayer) denumită și Alpha din Centaur, sau uneori Rigil Kentaurus, Rigil Kentarus, Toliman sau Bungula, este un sistem de trei stele cu trei exoplanete (dintre care două sunt nesigure): Alpha Centauri A și Alpha Centauri B sunt cele două stele principale care formează o stea dublă, iar Proxima Centauri (Alpha Centauri C) este o pitică roșie mult mai puțin luminoasă, care este steaua cunoscută ca fiind cea mai aproape de Soarele nostru. Alpha Centauri Bb (contestată) și Alpha Centauri Bc (candidată) sunt două planete cu existență nesigură care s-ar afla pe orbită în jurul stelelor Alpha Centauri B, și, în sfârșit, Proxima Centauri b este o planetă pe orbită în jurul stelei Proxima Centauri. Alpha Centauri este sistemul stelar și planetar cel mai apropiat de Sistemul nostru Solar. Sistemul se află în Brațul Orion al Căii Lactee și este cel mai apropiat de Sistemul Solar, aflându-se la 4,37 ani lumină (1,34 pc) distanță de Soare.
Cu ochiul liber, acest sistem apare ca fiind steaua cea mai strălucitoare din constelația Centaurul și a treia cea mai strălucitoare stea de pe întregul cer nocturn. Alpha Centauri este prea la sud pentru a fi vizibilă în cea mai mare parte a Emisferei nordice.

Taliile comparative ale stelelor din sistemul stelar Alpha Centauri cu Soarele.

## Denumiri
Denumirile Rigil Kentaurus, Toliman și Bungula au fost introduse în Occident într-o epocă recentă, prin lucrările istorice din secolul al XIX-lea.
Rigil Kentaurus este o transcriere a denumirii din arabă رجل القنطورس (Rijl Qanṭūris), utilizată de astronomii musulmani și care semnifică „Piciorul Centaurului”  (Vd. Rigel, din constelația Orion), acest nume fiind tradus direct de Claudiu Ptolemeu. Uneori, mai recent, este abreviat Rigil Kent. 
„Rigil Kentaurus” este numele adoptat, în 2016,  de către Uniunea Astronomică Internațională pentru a desemna Alpha Centauri A.
Toliman este o transcriere din arabă الظلمان (al-Zulmān), „Struții”, un nume originar din Peninsula Arabică, datând anterior traducerii lucrărilor grecești, și care a putut desemna alternativ mai multe stele din actuala constelație Centaurul, fără să se știe foarte bine astăzi care exact.
Originea denumirii „Bungula” este mai nesigură, cuvântul putând fi o contragere a literei grecești beta (deși este vorba aici de Alpha Centauri) și a cuvântului din latină ungula: „copită”, „gheară”.
Proxima este un nume de origine latină și de uz recent pentru a desemna Alpha Centauri C, steaua fiind printre cele cunoscute cea mai aproape de Sistemul nostru Solar. Numele „Proxima Centauri” este adoptat de Uniunea Astronomică Internațională în 2016.

## Listă cu stelele, piticele cenușii și companioanele lor planetare cele mai apropiate de sistemul stelar Alpha Centauri

Steaua strălucitoare din Alpha Centauri și vecinătățile sale.

Iată o listă a sistemelor stelare situate la mai puțin de 10 ani-lumină de sistemul Alpha Centauri:
| Stea                     | Tipul spectral     | Distanța (în a.l.) | Planete cunoscute |
| ------------------------ | ------------------ | ------------------ | ----------------- |
| Luhman 16 A/B            | L7,5 / T0,5        | 3,68               | 0                 |
| Soarele (Sistemul Solar) | G2 V               | 4,4                | 8                 |
| Steaua lui Barnard       | M3,8 V             | 6,5                | 0                 |
| Ross 154                 | M3.8 Ve            | 8,1                | 0                 |
| Wolf 359                 | M5,8 Ve            | 8,3                | 0                 |
| Sirius A/B               | A0-1 V / DA2-5 VII | 9,5                | 0                 |
| Epsilon Eridani          | K3-5 Ve            | 9,7                | 1 : b             |